# Torneo otto nazioni pallanuoto 2010
Il Torneo Otto Nazioni di pallanuoto - Trofeo Syracusae - si è svolto a Siracusa dal 21 luglio al 25 luglio 2010. Il torneo è stato vinto dall'Italia che ha battuto in finale la Germania con il risultato di 9-6.

## Squadre partecipanti

- Canada
- Germania
- Grecia
- Italia
- Kazakistan
- Russia
- Stati Uniti
- Ungheria

### Fase a gironi

#### Gruppo A
| 21 luglio | Germania    | - | Kazakistan  | 14 - 9 |
| 21 luglio | Stati Uniti | - | Canada      | 11 - 6 |
| 22 luglio | Canada      | - | Germania    | 9 - 10 |
| 22 luglio | Kazakistan  | - | Stati Uniti | 5 - 14 |
| 23 luglio | Kazakistan  | - | Canada      | 10 - 9 |
| 23 luglio | Stati Uniti | - | Germania    | 7 - 7  |

Classifica gruppo A
| posiz | squadra     | G | W | N | P | Gf | Gs | Pts |
| ----- | ----------- | - | - | - | - | -- | -- | --- |
| 1     | Stati Uniti | 3 | 2 | 1 | 0 | 32 | 18 | 7   |
| 2     | Germania    | 3 | 2 | 1 | 0 | 31 | 25 | 7   |
| 3     | Kazakistan  | 3 | 1 | 0 | 2 | 24 | 37 | 3   |
| 4     | Canada      | 3 | 0 | 0 | 3 | 24 | 31 | 0   |

#### Gruppo B
| 21 luglio | Ungheria | - | Grecia   | 8 - 11  |
| 21 luglio | Italia   | - | Russia   | 12 - 5  |
| 22 luglio | Grecia   | - | Italia   | 7 - 10  |
| 22 luglio | Russia   | - | Ungheria | 10 - 11 |
| 23 luglio | Russia   | - | Grecia   | 11 - 10 |
| 23 luglio | Italia   | - | Ungheria | 8 - 11  |

Classifica gruppo B
| posiz | squadra  | G | W | N | P | Gf | Gs | Pts |
| ----- | -------- | - | - | - | - | -- | -- | --- |
| 1     | Ungheria | 3 | 2 | 0 | 1 | 30 | 29 | 6   |
| 2     | Italia   | 3 | 2 | 0 | 1 | 30 | 23 | 6   |
| 3     | Russia   | 3 | 1 | 0 | 2 | 26 | 33 | 2   |
| 4     | Grecia   | 3 | 1 | 0 | 2 | 28 | 29 | 2   |

### Semifinali

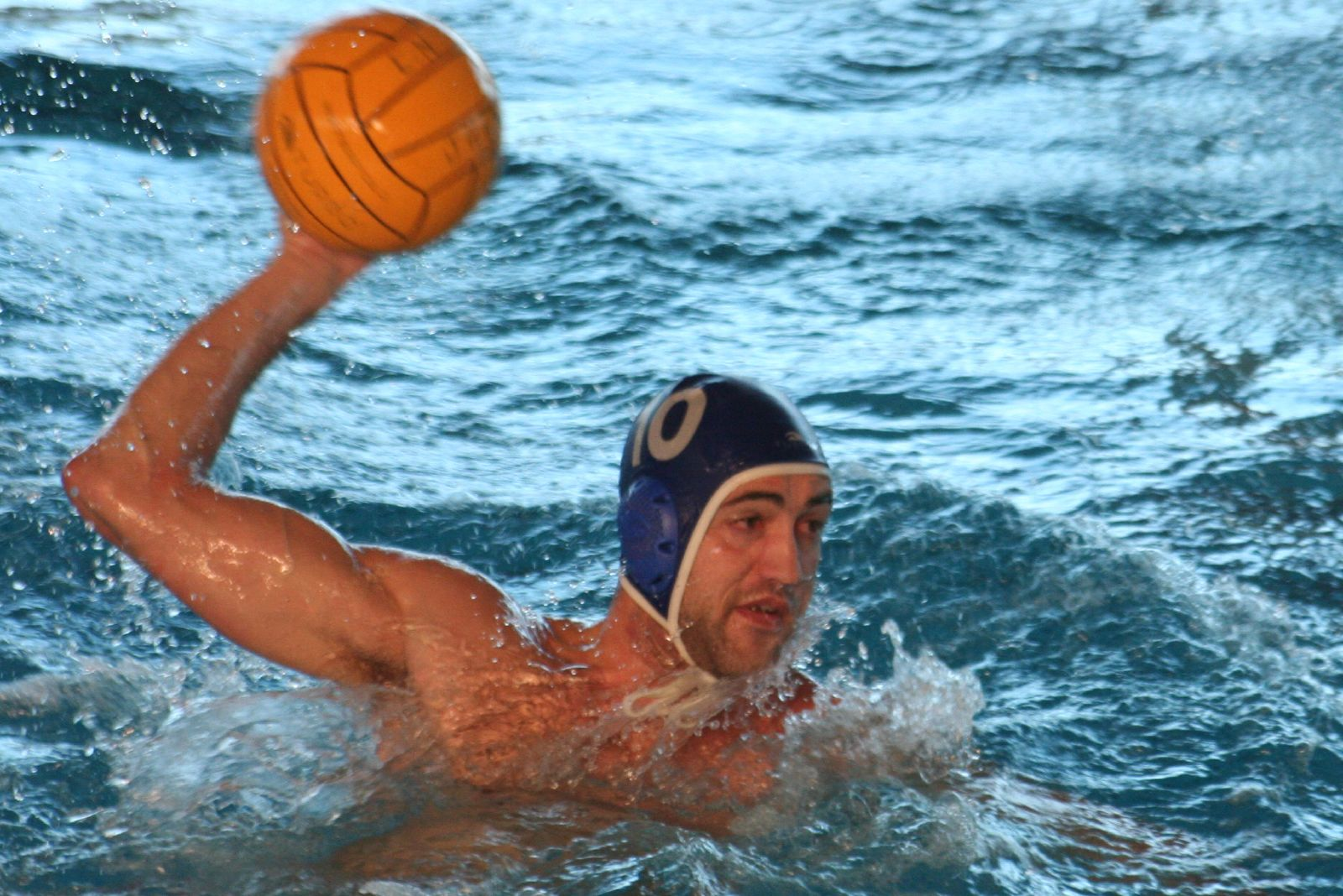
Tiro

Classificazione 5º/8º posto
| 24 luglio | Canada | - | Russia     | 11 - 9 |
| 24 luglio | Grecia | - | Kazakistan | 17 - 6 |

Semifinali
| 24 luglio | Ungheria    | - | Germania | 9 - 11  |
| 24 luglio | Stati Uniti | - | Italia   | 11 - 12 |

### Fase finale
7º - 8º posto
| 25 luglio | Russia | - | Kazakistan | 9 - 11 |

5º - 6º posto
| 25 luglio | Canada | - | Grecia | 8 - 9 |

### Finali 1º e 3º posto
|  | Semifinali  | Semifinali  | Semifinali |          |        | Finale          | Finale          | Finale          |  |
|  |             |             |            |          |        |                 |                 |                 |  |
|  | Ungheria    | Ungheria    | 9          |          |        |                 |                 |                 |  |
|  | Ungheria    | Ungheria    | 9          |          |        |                 |                 |                 |  |
|  | Germania    | Germania    | 11         |          |        |                 |                 |                 |  |
|  | Germania    | Germania    | 11         |          | Italia | Italia          | 9               |                 |  |
|  |             |             |            |          | Italia | Italia          | 9               |                 |  |
|  |             |             | Germania   | Germania | 6      |                 |                 |                 |  |
|  | Italia      | Italia      | Germania   | Germania | 6      | 12              |                 |                 |  |
|  | Italia      | Italia      |            |          |        | 12              |                 |                 |  |
|  | Stati Uniti | Stati Uniti | 11         |          |        | Finale 3º posto | Finale 3º posto | Finale 3º posto |  |
|  | Stati Uniti | Stati Uniti | 11         |          |        |                 |                 |                 |  |
|  |             |             |            |          |        |                 |                 |                 |  |
|  |             |             |            |          |        | Stati Uniti     | Stati Uniti     | 11              |  |
|  |             |             |            |          |        | Stati Uniti     | Stati Uniti     | 11              |  |
|  |             |             |            |          |        | Ungheria        | Ungheria        | 12              |  |

Risultati
| 25 luglio | Ungheria | - | Stati Uniti | 12 - 11 |
| 25 luglio | Germania | - | Italia      | 6 - 9   |

## Classifica finale
| Classifica | Squadre     |
| ---------- | ----------- |
|            | Italia      |
|            | Germania    |
|            | Ungheria    |
| 4          | Stati Uniti |
| 5          | Grecia      |
| 6          | Canada      |
| 7          | Grecia      |
| 8          | Russia      |